# Chloridy

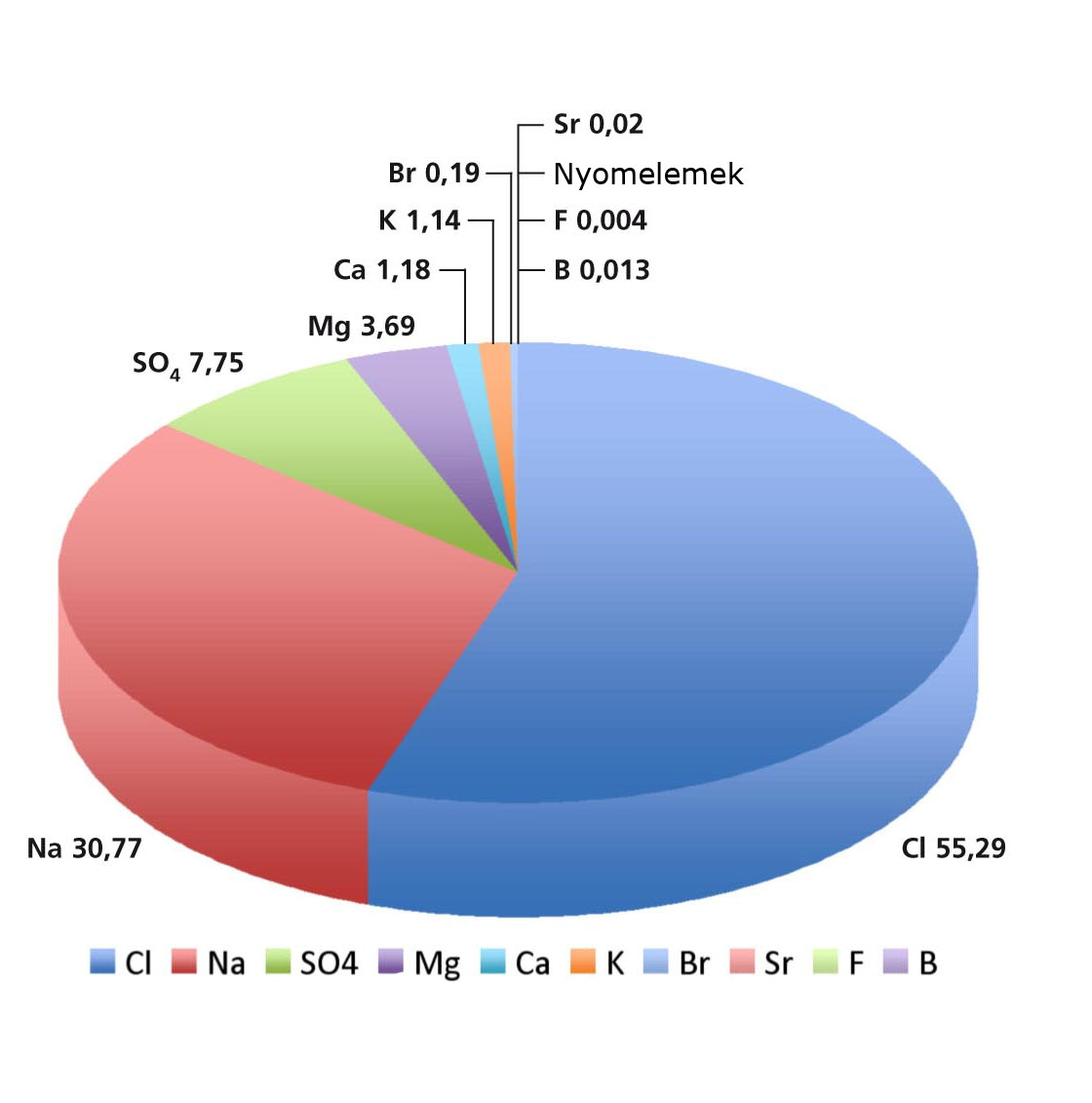
Chloridy tvoří více než 50% prvků rozpuštěných v mořské vodě.

Chloridy jsou soli kyseliny chlorovodíkové (HCl). Chlór v nich má podobu záporně nabitého atomu - iontu Cl-.
Jedná se o různorodou skupinu látek složených z chloridového aniontu a kationtu elektropozitivního prvku. Právě různé druhy kationtů určují výsledné vlastnosti těchto látek. Chloridy jsou nejčastěji bezbarvé soli, které se mohou vyskytovat v široké škále krystalických struktur. Většina chloridů je vysoce rozpustná ve vodě, rozpouštějí se také v protických a polárních rozpouštědlech. Mají velmi vysoké teploty tání a varu. Jako taveniny nebo v roztoku vedou elektrický proud.
Nejznámějším zástupcem je chlorid sodný (NaCl). V přírodě se vyskytuje rozpuštěný v mořské vodě a jako minerál v zemské kůře. V organismech je základním elektrolytem ve všech tělesných tekutinách a je zodpovědný za udržování acidobazické rovnováhy, přenos nervových impulsů a regulaci průtoku tekutin dovnitř a ven z buněk. Dalšími důležitými chloridy jsou chlorid draselný (KCl), chlorid vápenatý (CaCl2) a chlorid amonný (NH4Cl).

## Sloučeniny chloridů

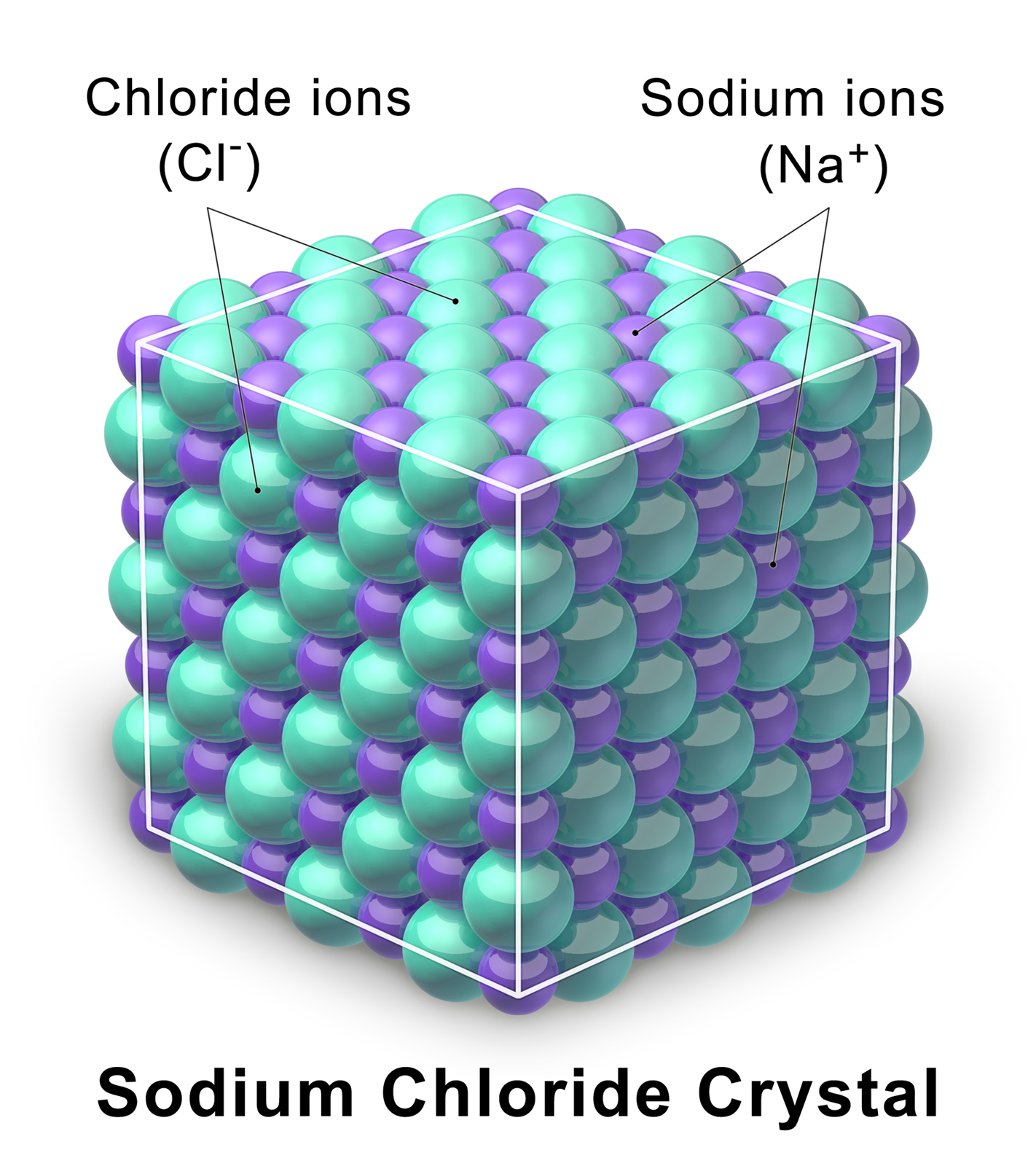
Kubická krystalová mřížka chloridu sodného

Chloridy vytvářejí sloučeniny s kovy i nekovy. Nejběžnější jsou anorganické sloučeniny. Ale obsahují je i některé organické sloučeniny:
- Chloridy kovů, jako je například sodík nebo draslík, jsou soli kyseliny chlorovodíkové HCl. Obsahují záporně nabité ionty chloru Cl− a kladně nabité kationty kovů (Na+ nebo K+). Jsou to sloučeniny s iontovou vazbou a v pevném stavu nejčastěji tvoří iontové krystalové mřížky.
- Chloridy nekovů, jako je například síra nebo uhlík, jsou molekulární sloučeniny. Chlor zde není přítomen jako chloridový iont, ale je ve sloučenině vázán kovalentně. Takovými sloučeninami jsou například chlorid uhličitý CCl4, chlorid sulfurylu SO2Cl2 nebo chloramin NH2Cl.
- V organické chemii jsou sloučeniny obsahující chlór především deriváty uhlovodíků. Atom chloru je zde kovalentně vázaný jednoduchou vazbou na zbytek molekuly. Například methylchlorid CH3Cl je organická sloučenina s kovalentní vazbou C−Cl, ve které chlor není aniont. V chloridech karboxylových kyselin je atom chloru vázán na acylový zbytek silně polarizovanou kovalentní vazbou.

## Významné chloridy

### Anorganické chloridy
Příklady anorganických chloridů s iontovou vazbou. Mnoho těchto chloridů vytváří hydráty.
| Látka              | Vzorec | Využití                                                                                            | Výskyt                              |
| ------------------ | ------ | -------------------------------------------------------------------------------------------------- | ----------------------------------- |
| chlorid amonný     | NH4Cl  | ustalovač, v suchých článcích                                                                      | jako nerost, vyrábí se i synteticky |
| chlorid draselný   | KCl    | v medicíně, injekce smrti, zdroj draslíku                                                          | vyskytuje se v Mrtvém moři          |
| chlorid hořečnatý  | MgCl2  | v medicíně, zdroj hořčíku                                                                          | vyskytuje se v Mrtvém moři          |
| chlorid kobaltnatý | CoCl2  | tónování fotografií, indikátor vlhkosti                                                            | syntetická výroba                   |
| chlorid olovnatý   | PbCl2  | pro výrobu skla propouštějícího infračervené záření a ornamentálního skla nazývaného aurenové sklo | syntetická výroba                   |
| chlorid rtuťnatý   | HgCl2  | bělení zesilovaných negativů ve fotografii                                                         | syntetická výroba                   |
| chlorid sodný      | NaCl   | kuchyňská sůl, všestranné použití v potravinářství i technice, posyp na cesty                      | v moři, jako nerost                 |
| chlorid stříbrný   | AgCl   | jeho citlivosti na světlo se využívá ve fotografii                                                 | syntetická výroba                   |
| chlorid vanadnatý  | VCl2   | zelené tónovací činidlo ve fotografii                                                              | syntetická výroba                   |
| chlorid vápenatý   | CaCl2  | vedlejší produkt chlorového vápna, dezinfekce, posyp na cesty                                      | syntetická výroba                   |
| chlorid zlatitý    | AuCl3  | tónovací lázeň ve fotografii                                                                       | syntetická výroba                   |
| chlorid železitý   | FeCl3  | využití v mnoha oblastech techniky                                                                 | syntetická výroba                   |
| chlorid železnatý  | FeCl2  | omezené využití pro nestálost na vzduchu                                                           | syntetická výroba                   |

### Organické chloridy
V organické chemii jsou chloridy vázány kovalentní nebo polární vazbou. Označení těchto organických sloučenin jako chloridy je tedy sporné, ale běžně se užívá.
Uhlovodíky obsahující chlór jsou považovány za deriváty uhlovodíků, neboť atom chloru je zde kovalentně vázaný jednoduchou vazbou na zbytek molekuly. V chloridech karboxylových kyselin je atom chloru vázán na acylový zbytek silně polarizovanou kovalentní vazbou. Tyto chloridy lze získat substitučními a adičními reakcemi uhlovodíků nebo karboxylových kyselin a jejich derivátů.
Příklady organických chloridů s kovalentní vazbou uhlík-chlor:
- Chlormethan – CH3Cl

- Dichlormethan (methylenchlorid) – CH2Cl2
- Allylchlorid – CH2=CHCH2Cl
- Benzylchlorid – C6H5CH2Cl

## Reakce chloridů

### Oxidační reakce
Nejpoužívanější je elektrolytická oxidace chloridu sodného (NaCl), která se používá k výrobě plynného chloru a hydroxidu sodného:
2 Cl− → Cl2 + 2 e−
2 H2O + 2 e− → H2 + 2 OH−
Chlor může být dále oxidován na jiné oxyanionty a oxidy, včetně chlornanu (ClO−), oxidu chloričitého (ClO2), chlorečnanu (ClO3−) a chloristanem (ClO4−).

### Acidobazické reakce
Chloridy jsou v acidobazických reakcí slabou zásadou. Se silnými kyselinami, jako je kyselina sírová, reagují za vzniku soli kyseliny sírové a kyseliny chlorovodíkové:
NaCl + H2SO4 → NaHSO4 + HCl
Přítomnost chloridů, lze detekovat pomocí dusičnanu stříbrného. Roztok obsahující chloridové ionty s ním vytvoří bílou sraženinu chloridu stříbrného:
Cl− + Ag+ → AgCl

## Výskyt v přírodě
- Chloridy jsou obecně velmi dobře rozpustné ve vodě a nacházejí se proto především v mořské vodě, která má koncentraci chloridových iontů okolo 19,25 g/litr. Vyskytují se i v některých vnitrozemských mořích a v podzemních solných vrtech, jako je Velké solné jezero v Utahu a Mrtvé moře v Izraeli. Odsolování mořské vody je energeticky velmi náročné.

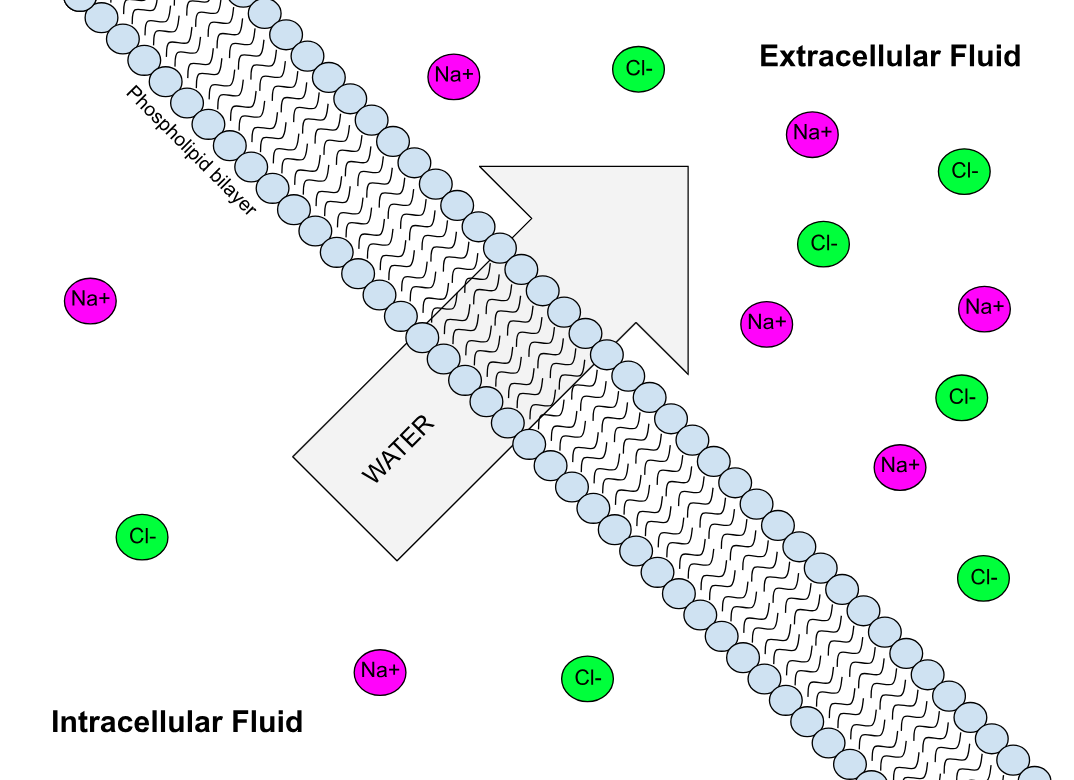
Regulace průtoku tekutin dovnitř a ven z buněk na základě různé koncentrace chloridu sodného NaCl.

- Chloridy představují přibližně 0,05 % zemské kůry. V půdě nejsou pevně vázány, migrují do povrchových iRegulace průtoku tekutin dovnitř a ven z buněk na základě různé koncentrace chloridu sodného NaCl.podzemních vod. Mezi ty nejběžnější patří chlorid sodný (NaCl) a chlorid draselný (KCl). Vyskytují se ve velkých ložiscích, například chlorid sodný jako halit, chlorid draselný jako sylvín, chlorid hořečnatý jako bischit.
- Chloridy jsou součástí rostlin i živočichů. Například chlorid sodný je základním elektrolytem ve všech tělesných tekutinách lidského těla a je zodpovědný za udržování acidobazické rovnováhy, přenos nervových impulsů a regulaci průtoku tekutin dovnitř a ven z buněk. Koncentrace chloridového aniontu v krvi se nazývá sérový chlorid. U člověka má nadměrný příjem chloridu sodného negativní vliv, především na správnou funkci ledvin.

## Účinky na životní prostředí
- Chloridy se jen velmi málo vážou na sedimenty a zeminy a proto migrují s povrchovými a podzemními vodami. To představuje vážný problém v některých pobřežních oblastech, kde dochází k přílišnému odčerpávání podzemní vody a následnému postupu slané mořské vody do pevninského horninového prostředí.
- Zvýšené koncentrace chloridů mohou způsobit řadu ekologických účinků ve vodním i suchozemském prostředí. Mohou přispívat k okyselování toků nebo mobilizovat radioaktivní půdní kovy iontovou výměnou.
- Mohou ovlivňovat úmrtnost a reprodukci vodních rostlin a živočichů, podporovat invazi mořských organismů do dříve sladkovodního prostředí a narušovat přirozené promíchávání jezer. Bylo také prokázáno, že chlorid sodný mění složení mikrobiálních druhů již při relativně nízkých koncentracích.
- Toxické vlastnosti chloridů závisejí na kationu. Velmi toxický je například poměrně vzácný chlorid kademnatý CdCl2. Snadná rozpustnost chloridů ve vodě může způsobit, že se problematický kation (například Cd nebo Pb) může velmi snadno uvolňovat ze struktury chloridů.Zimní údržba komunikací s posypem solí

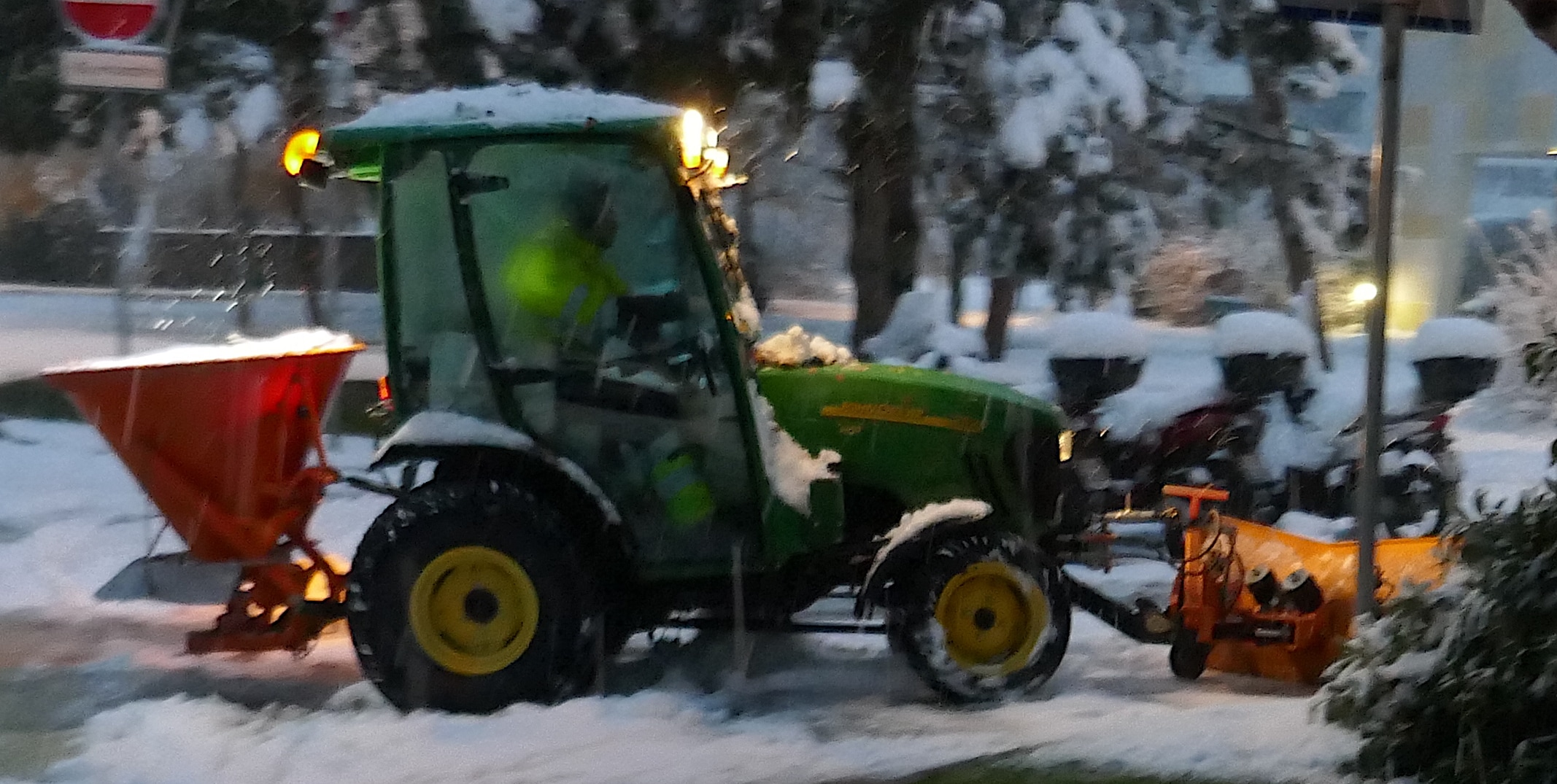
Zimní údržba komunikací s posypem solí

- Chloridy sodný a draselný jsou v přiměřené míře pro rostliny a živočichy nezbytné. Při překročení určité meze však dochází k úhynu živočichů i rostlin z důvodu vysoké salinity (solnosti). Příkladem může být změna složení vegetace v blízkosti cest, které jsou v zimním období hojně soleny, přičemž dochází k postupnému smývání soli do okolní půdy.